# Macrocarpaea voluptuosa
Macrocarpaea voluptuosa är en gentianaväxtart som beskrevs av Jason Randall Grant. Macrocarpaea voluptuosa ingår i släktet Macrocarpaea och familjen gentianaväxter. Inga underarter finns listade i Catalogue of Life.